# 中国共产党海南省委员会
中国共产党海南省委员会，简称中共海南省委，是中国共产党在海南省的领导机关，由中国共产党海南省代表大会选举产生，并在代表大会闭会期间，执行中国共产党中央委员会的指示和中国共产党海南省代表大会的决议，领导海南省的党务工作，并定期向中国共产党中央委员会报告工作。目前，冯飞担任该委员会书记，刘小明、杨晋柏担任该委员会副书记。

## 沿革
1988年，海南建省。1988年4月26日，经中央批准，中国共产党海南省委员会正式成立。 

## 职责
根据《中国共产党地方委员会工作条例》，中国共产党地方委员会主要实行政治、思想和组织领导，承担下列职能：
1. 对本地区重大问题作出决策。
2. 通过法定程序使党组织的主张成为地方性法规、地方政府规章或者其他政令。
3. 加强对本地区宣传思想文化工作的领导，牢牢掌握意识形态工作领导权、话语权。
4. 按照干部管理权限任免和管理干部，向地方国家机关、政协组织、人民团体、国有企事业单位等推荐重要干部。
5. 支持和保证人大、政府、政协、法院、检察院、人民团体等依法依章程独立负责、协调一致地开展工作，发挥这些组织中党组的领导核心作用。
6. 加强对本地区群团工作和统一战线工作的领导。
7. 动员、组织所属党组织和广大党员，团结带领群众实现党的目标任务。

## 机构设置
根据2018年9月《海南省机构改革方案》，中国共产党海南省委员会设置工作机关14个、工作机关管理的机关（副厅级）3个。中共海南省委设置下列机构：
- 中共海南省委办公厅

### 职能部门
- 中共海南省委组织部
- 中共海南省委宣传部
- 中共海南省委统一战线工作部
- 中共海南省委政法委员会

（省委办公厅挂省档案局牌子；省委组织部挂省委老干部局、省公务员局牌子；省委宣传部挂省政府新闻办公室、省新闻出版局（省版权局）、省精神文明建设指导委员会办公室、省电影局牌子；省委统一战线工作部挂省人民政府侨务办公室、省人民政府台湾事务办公室牌子）

### 办事机构
- 中共海南省委政策研究室
- 中共海南省委全面深化改革委员会办公室
- 中共海南省委国家安全委员会办公室
- 中共海南省委军民融合发展委员会办公室
- 中共海南省委网络安全和信息化委员会办公室
- 中共海南省委外事工作委员会办公室
- 中共海南省委机构编制委员会办公室
- 中共海南省委巡视工作领导小组办公室

（省委全面深化改革委员会办公室挂省委自由贸易试验区（自由贸易港）工作委员会办公室牌子。省委全面依法治省委员会办公室设在省司法厅。省委财经委员会办公室设在省委政策研究室。省委审计委员会办公室设在省审计厅。省委教育工作领导小组办公室设在省教育厅。省委农村工作领导小组办公室设在省农业农村厅。省委台湾工作办公室挂省人民政府台湾事务办公室。网络安全和信息化委员会办公室挂省互联网信息办公室牌子。省委外事工作委员会办公室与省人民政府外事办公室合署办公。省边海防委员会办公室设在省委军民融合发展委员会办公室。）

### 派出机关
- 中共海南省委直属机关工作委员会

（省委教育工作委员会与省教育厅合署办公，不计入机构限额。）

### 直属事业单位
- 中共海南省委党校
- 海南日报社
- 海南社会主义学院
- 中共海南省委党史研究室
- 海南省档案馆

（省委党校挂海南行政学院牌子。海南社会主义学院挂海南中华文化学院牌子。省委党史研究室挂省地方志办公室牌子。）

### 工作机关管理的机关
- 中共海南省委保密委员会办公室，由省委办公厅管理。
- 中共海南省委机要局，由省委办公厅管理。
- 中共海南省委人才发展局，由省委组织部管理。

（省委保密委员会办公室挂省国家保密局牌子。省委机要局挂省国家密码管理局牌子。）

## 历届组成人员
第六届以前历届省委书记
- 许士杰（1988年4月－1990年6月）
- 邓鸿勋（1990年6月－1993年1月）
- 阮崇武（1993年1月－1998年2月）
- 杜青林（1998年2月－2001年8月）
- 白克明（2001年8月－2002年11月）
- 王岐山（2002年11月－2003年4月）
- 汪啸风（2003年4月－2006年12月）
- 卫留成（2006年12月－2011年8月）
- 羅保銘（2011年8月－2017年4月）

第六届省委（2012年4月－2017年4月）
- 书记：罗保铭（－2017年3月）、刘赐贵（2017年3月－）
- 副书记：蒋定之（－2015年2月）、李宪生（－2014年12月）、李军（2014年12月－）、刘赐贵（2014年12月－2017年3月）、沈晓明（2017年3月－）
- 常务委员：罗保铭（－2017年3月）、蒋定之（－2015年2月）、李宪生（－2014年12月）、姜斯宪（－2014年1月）、肖若海（－2014年9月）、陈辞（－2015年2月）、马勇霞（－2017年3月）、谭力（－2014年7月，因严重违纪被查）、李秀领（－2016年10月）、谭本宏（－2014年7月）、孙新阳（－2016年10月）、许俊、毛超峰（2013年1月－）、刘新（2014年9月－2017年4月）、张琦（2014年9月－）、李军（2014年12月－）、刘赐贵（2014年12月－）、胡光辉（2015年4月－）、陈志荣（2015年5月－2016年8月，因病去世）、王瑞连（2017年2月－）、沈晓明（2017年3月－）、蓝佛安（2017年3月－）、肖莺子（女、壮族）（2017年3月－）

第七届省委（2017年4月－2022年4月）
- 书记：刘赐贵（－2020年11月）、沈晓明（2020年11月－）
- 副书记：沈晓明（－2020年11月）、李军、冯飞（2020年12月－）
- 常务委员：刘赐贵（－2020年11月）、沈晓明、李军、毛超峰（－2021年1月）、王瑞连（－2018年10月）、张琦（－2019年9月，因涉嫌严重违纪违法被查）、胡光辉（－2020年3月）、蓝佛安（-2021年4月）、肖莺子（女，壮族）、肖杰（－2021年3月）、严朝君（－2018年11月）、张韵声（－2018年6月）、陈守民（2018年1月－2020年2月）、刘星泰（2018年7月－）、彭金辉（彝族，2018年10月－2020年12月）、童道驰（2018年11月－2020年11月，因涉嫌严重违纪违法被查）、何忠友（2019年12月－2021年10月）、孙大海（2020年1月－）、何清凤（2020年2月－）、冯飞（2020年12月－）、周红波（2021年1月－）、徐启方（2021年1月－）、苻彩香（女，黎族）（2021年3月－）、沈丹阳（2021年3月－）、陈国猛（2021年4月－）、罗增斌（2022年1月－）、杨晓和（2022年4月－）

第八届省委（2022年4月至今）
- 书记：沈晓明（－2023年3月）、冯飞（2023年3月－）
- 副书记：冯飞（－2023年3月）、徐启方（－2022年10月）、刘小明（2023年4月－）、沈丹阳（2023年6月－2024年9月）、杨晋柏（2025年3月 -）
- 常务委员：沈晓明（－2023年3月）、冯飞、徐启方（－2022年10月）、陈国猛、沈丹阳、冯忠华（－2024年6月）、周红波（－2024年12月）、王斌、罗增斌（－2024年12月，因涉嫌严重违纪违法被查）、杨晓和（－2024年1月）、苗延红（女，－2024年6月）、巴特尔（蒙古族）、王培杰（2022年6月－）、刘小明（2023年4月－）、倪强（2023年10月—2025年6月，因涉嫌严重违纪违法被查）、纳云德（2024年8月－）、尹丽波（2024年9月－）、王祺扬（2024年12月－）、范少军（2025年1月－）、杨晋柏（2025年3月—）